# Shahrnush Parsipur

Shahrnush Parsipur (2010)

Shahrnush Parsipur, auch Schahrnusch Parsipur (persisch شهرنوش پارسی‌پور; * 17. Februar 1946 in Teheran, Iran) ist eine iranische Autorin.

## Leben
Sie machte 1973 ihren Abschluss in Soziologie an der Universität Teheran und studierte dann bis 1980 chinesische Sprache und Kultur an der Sorbonne. In den späten 1960er Jahren veröffentlichte sie ihre ersten Kurzgeschichten. Ihr erstes Buch war Tupak-e Qermez (Der kleine rote Ball 1969), eine Geschichte für Jugendliche. Weitere Werke folgten.
In den späten 1980er Jahren erhielt Parsipur Aufmerksamkeit in Teheraner Literaturkreisen und mehrere ihrer Geschichten wurden in iranischen Magazinen veröffentlicht. Ihr zweites Buch war Tuba und die Bedeutung der Nacht, welches sie nach vier Jahren im Gefängnis schrieb. Vor ihrer Inhaftierung hatte sie eine Übersetzung eines Buches von Michelle Mercier herausgegeben. Ihre nächste Arbeit beendete sie in den späten 1970er Jahren unter dem Titel "Frauen ohne Männer", ein kurzer Roman, der aus verschieden miteinander verbundenen Geschichten bestand. Die iranische Regierung verbot dieses Werk und übte Druck auf die Autorin aus, derartiges in Zukunft nicht mehr zu schreiben. 1990 beendete Parsipur ihr viertes Buch, eine 1000-seitige Geschichte eines weiblichen Don Quijote, das sie Die blaue Vernunft nannte und das bis 1992 unverkäuflich blieb. 1994 trat sie mit weiteren 133 Künstlern in einem offenen Brief gegen die Zensur ein.
Shahrnush Parsipur verließ den Iran angesichts der Perspektivlosigkeit eines dortigen Lebens als Schriftstellerin. Derzeit lebt sie in den USA.

## Adaption

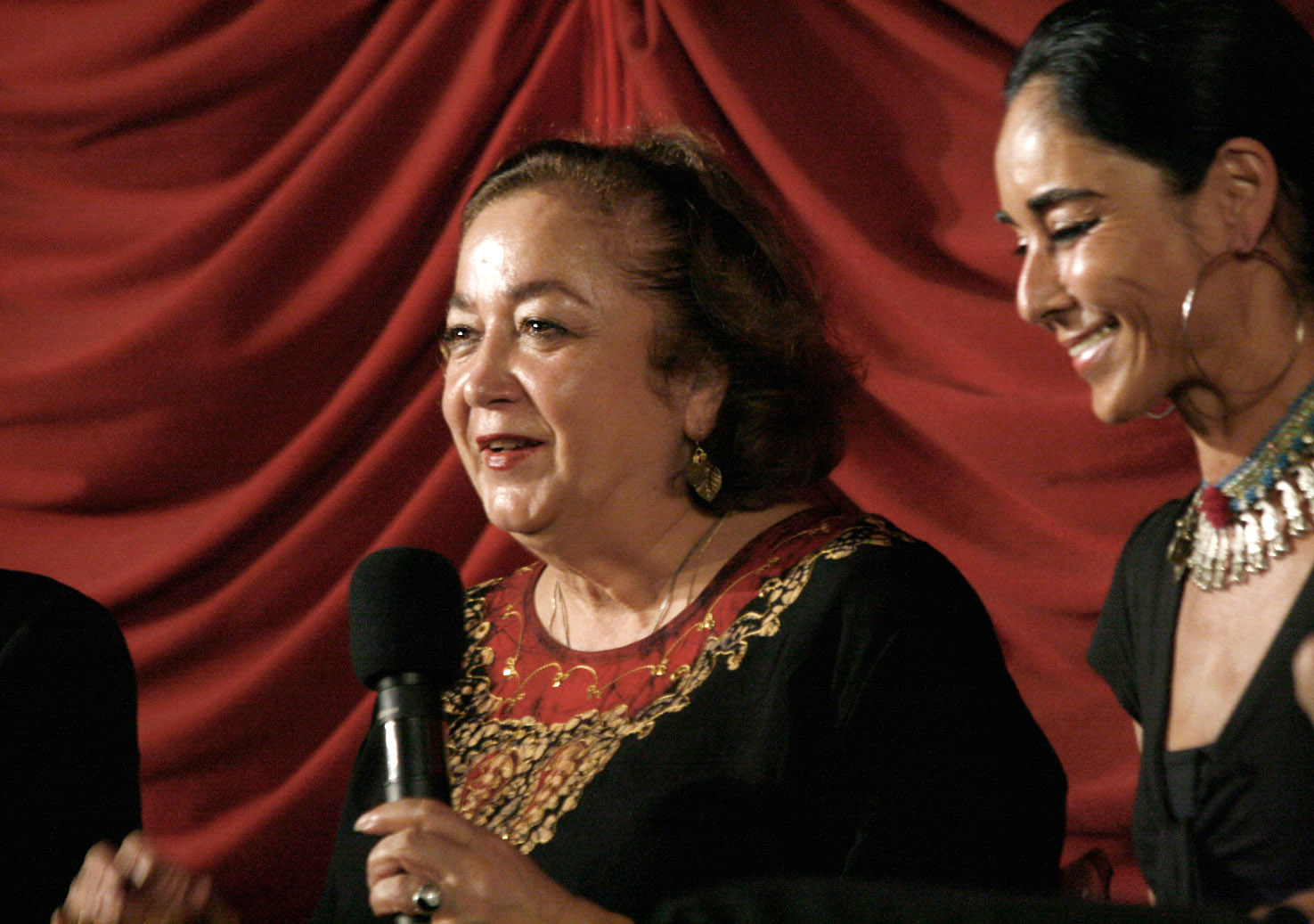
Shahrnush Parsipur (l.) mit Shirin Neshat (2010)

Die iranisch-amerikanische Fotokünstlerin und Filmemacherin Shirin Neshat machte in einer Ausstellung in Berlin Parsipurs Roman Frauen ohne Männer zum Thema einer Filminstallation im Vorfeld eines, anfangs in fünf Teilen geplanten, Spielfilms. Women Without Men (Zanān bedun-e mardān, 95 Min.) feierte seine Premiere 2009 im Wettbewerb der 66. Filmfestspiele von Venedig.

## Werke (Auswahl)
- Bar Bale Bad Neshastan (Auf den Flügeln des Windes), Roman, 2002
- Shiva, Roman, 1999
- Majerahaye Sadeh va Kuchake Ruhe Derakht (Die kleinen, schlichten Abenteuer des Baumgeistes), Roman, 1999
- Zanan bedun-e mardan (Frauen ohne Männer, Suhrkamp Ffm 2012, ISBN 978-3-518-22471-7), Roman, 1990
- Tubâ va ma’nâ-ye shab, Roman, 1989 (deutsche Übersetzung: Scharnusch[sic!] Parsipur: Tuba., aus dem Persischen von Nima Mina, Unionsverlag Zürich 1995, ISBN 3-293-00217-X).
- Sag va zemestan-e boland (Der Hund und der lange Winter) Roman 1976